# Parrot OS
O Parrot OS é uma distribuição Linux baseada no Debian com foco em segurança, privacidade e desenvolvimento. Ele também é usado por muitos especialistas em segurança cibernética.

## Núcleo
O Parrot é baseado em uma ramificação de "testes" do Debian com um  núcleo (kernel) Linux 5.10. Ele segue um modelo de desenvolvimento de lançamento contínuo.
Os ambientes de área de trabalho são o MATE e o KDE e o gerenciador de exibição padrão é o LightDM.
O sistema é certificado para funcionar em dispositivos com um mínimo de 256 MB de RAM e é adequado para arquiteturas de processadores de 32 (i386) e 64 (amd64) bits. Além disso, o projeto está disponível para arquiteturas ARMv7 (armhf).
Em junho de 2017, a equipe do Parrot anunciou que estava considerando mudar do Debian para o Devuan, principalmente por causa de problemas com o systemd.
Desde 21 de janeiro de 2019, a equipe do Parrot começou a descontinuar o desenvolvimento de seu ISO de 32 (i386) bits.
Em Março de 2022, o Parrot OS oficialmente passa a usar o MATE como ambiente desktop.

## Edições
O Parrot tem várias edições baseadas no Debian com vários ambientes de área de trabalho disponíveis.

### Parrot security
O Parrot security se destina a fornecer um conjunto de ferramentas de teste de penetração (intrusão/invasão) que são usadas para mitigação de ataques, pesquisa de segurança, análise forense e avaliação de vulnerabilidades. 
Ele é projetado para teste de penetração, mitigação e avaliação de vulnerabilidade, computação forense e navegação anônima na web.

### Parrot home
O Parrot home é a edição base do Parrot projetada para uso diário e é voltada para usuários regulares que precisam de um sistema "leve" em seus laptops ou estações de trabalho.
A distribuição é útil para o trabalho diário. O Parrot home também inclui programas para conversar em particular com pessoas, criptografar documentos ou navegar na Internet anonimamente. O sistema também pode ser usado como um ponto de partida para construir um sistema com um conjunto personalizado de ferramentas de segurança.

### Parrot ARM
O Parrot ARM é uma versão leve do Parrot para sistemas embarcados. Atualmente está disponível para dispositivos Raspberry Pi.

## Ferramentas do Parrot OS
Existem várias ferramentas no Parrot OS que são especialmente projetadas para pesquisadores de segurança e estão relacionadas à testes de penetração. Algumas delas estão listadas abaixo e mais podem ser encontradas no site oficial.

### Tor
O Tor, também conhecido como "the onion router", é uma rede distribuída que torna a navegação na Internet anônima. Ele é projetado de forma que o endereço IP'" do cliente (que o está usando) fique oculto do servidor que o cliente está visitando. Além disso, os dados e outros detalhes do cliente são ocultados do provedor de serviços de Internet (ISP). A rede Tor usa saltos com a finalidade de criptografar os dados entre o cliente e o servidor. A rede Tor e o navegador Tor são pré instalados e configurados no Parrot OS.

### Onion share
O onion share é um utilitário de código aberto que pode ser usado para compartilhar arquivos de qualquer tamanho pela rede Tor de forma segura e anônima. O Onion Share gera um URL longo e aleatório que pode ser usado pelo destinatário para fazer o download do arquivo pela rede TOR usando o navegador TOR.

### AnonSurf
O Anonsurf é um utilitário que faz a comunicação do sistema operacional passar pela rede Tor ou outras redes anônimas. De acordo com o Parrot, o AnonSurf protege o seu navegador e torna o seu endereço IP anônimo.

## Frequência de liberação
A equipe de desenvolvimento não especificou nenhum cronograma de lançamento oficial, mas com base nos changelogs de lançamentos e nas notas incluídas na revisão oficial da distribuição, o projeto será lançado mensalmente.

### Lançamentos
| Data       | Versão                 | Codinome            |
| ---------- | ---------------------- | ------------------- |
| 10-06-2013 | O projeto foi iniciado |                     |
| 17-06-2013 | Parrot 0.1             | Pré-alfa            |
| 22-06-2013 | Parrot 0.2             | Pré-alfa            |
| 30-06-2013 | Parrot 0.3             | Pré-alfa            |
| 10-07-2013 | Parrot 0.4             | Pré-alfa            |
| 22-08-2013 | Parrot 0.5             | Alfa                |
| 21-10-2013 | Parrot 0.6             | Alfa                |
| 12-11-2013 | Parrot 0.6.5           | Alfa                |
| 06-12-2013 | Parrot 0.7             | Pré-beta            |
| 12-01-2014 | Parrot 0.8             | Beta                |
| 24-01-2014 | Parrot 0.8.1           | Beta                |
| 05-03-2014 | Parrot 0.8.2           | Beta                |
| 17-04-2014 | Parrot 0.8.4           | Beta                |
| 25-06-2014 | Parrot 0.9             | Beta final          |
| 21-07-2014 | Parrot 1.0             | Hidrogênio          |
| 02-09-2014 | Parrot 1.1             | Dragão de asfalto   |
| 11-09-2014 | Parrot 1.2             | Dragão de asfalto   |
| 23-10-2014 | Parrot 1.4             | O prisioneiro       |
| 06-11-2014 | Parrot 1.4.2           | O prisioneiro       |
| 13-12-2014 | Parrot 1.6             | O prisioneiro       |
| 05-02-2015 | Parrot 1.7             | Lagarto cibernético |
| 21-02-2015 | Parrot 1.8             | Lagarto cibernético |
| 04-04-2015 | Parrot 1.9             | Lagarto cibernético |
| 12-09-2015 | Parrot 2.0             | Hélio               |
| 15-09-2015 | Parrot 2.0.1           | Hélio               |
| 06-10-2015 | Parrot 2.0.4           | Hélio               |
| 17-10-2015 | Parrot 2.0.5           | Hélio               |
| 16-01-2016 | Parrot 2.1             | Murdock             |
| 25-02-2016 | Parrot 2.2             | Problema            |
| 18-06-2016 | Parrot 3.0             | Lítio               |
| 26-07-2016 | Parrot 3.1             | Defcon              |
| 15-10-2016 | Parrot 3.2             | Aviso cibernético   |
| 25-12-2016 | Parrot 3.3             | Brigada cibernética |
| 01-01-2017 | Parrot 3.4             | Fragata cibernética |
| 02-01-2017 | Parrot 3.4.1           | Fragata cibernética |
| 08-03-2017 | Parrot 3.5             | Galeão cibernético  |
| 18-05-2017 | Parrot 3.6             | Bandeira pirata     |
| 09-07-2017 | Parrot 3.7             | Bandeira pirata     |
| 12-09-2017 | Parrot 3.8             | Bandeira pirata     |
| 15-10-2017 | Parrot 3.9             | O intruso           |
| 15-12-2017 | Parrot 3.10            | O intruso           |
| 29-01-2018 | Parrot 3.11            | O intruso           |
| 21-05-2018 | Parrot 4.0             | estável             |
| 04-06-2018 | Parrot 4.1             | estável             |
| 11-09-2018 | Parrot 4.22            | estável             |
| 03-11-2018 | Parrot 4.3             | estável             |
| 25-11-2018 | Parrot 4.4             | estável             |
| 21-01-2019 | Parrot 4.5             | estável             |
| 27-01-2019 | Parrot 4.5.1           | estável             |
| 26-04-2019 | Parrot 4.6             | estável             |
| 18-09-2019 | Parrot 4.7             | estável             |
| 20-03-2020 | Parrot 4.8             | estável             |
| 30-04-2020 | Parrot 4.9             | estável             |
| 16-08-2020 | Parrot 4.10            | estável             |
| 28-03-2021 | Parrot 4.11            | estável             |
| 24-03-2022 | Parrot 5.0             | estável             |
| 29-09-2022 | Parrot 5.1             | estável             |
| 15-02-2023 | Parrot 5.2             | estável             |
| 24-04-2024 | Parrot 6.0             | Lorikeet            |